# Lambsbachtal
Das Naturschutzgebiet Lambsbachtal besteht aus zwei aneinander angrenzenden Gebieten an der Landesgrenze zwischen Rheinland-Pfalz und Saarland. Es umfasst insgesamt eine Fläche von 16 Hektar und erstreckt sich damit über etwa 10 % des Bachlaufs des Lambsbachs.
Der pfälzische Teil liegt in der Gemarkung von Käshofen, Landkreis Südwestpfalz. Das etwa 11,5 ha große Gebiet, das im Jahr 1985 unter Naturschutz gestellt wurde, erstreckt sich entlang des Lambsbachs links und rechts der Landesstraße L 462, entlang der Landesgrenze zum Saarland.
Schutzzweck ist die Erhaltung der Talaue mit ihrem mäandrierenden Gewässer, den Hochstaudenfluren, Röhrichtzonen, Großseggenriedern sowie Sumpfzonen als Lebens- und Teillebensräume seltener Tierarten sowie als Standorte seltener Pflanzenarten und Pflanzengesellschaften.
Im Oktober 2016 wurde das Naturschutzgebiet als Teil des Netzes Natura 2000 auf die Gemarkung von Kirrberg (Homburg) im Saarland erweitert. Nördlich der Landesstraße L 462 wurde ein schmaler, etwa 500 m langer Streifen ergänzt. Im Süden kam ein etwa 250 m langer Teil des Tals hinzu.
Primärer Schutzzweck ist die Erhaltung, Wiederherstellung und Entwicklung eines günstigen Erhaltungszustandes der Auenwälder, feuchten Hochstaudenfluren, Übergangs- und Schwingrasenmoore sowie der Art und des Lebensraum des Bachneunauges.

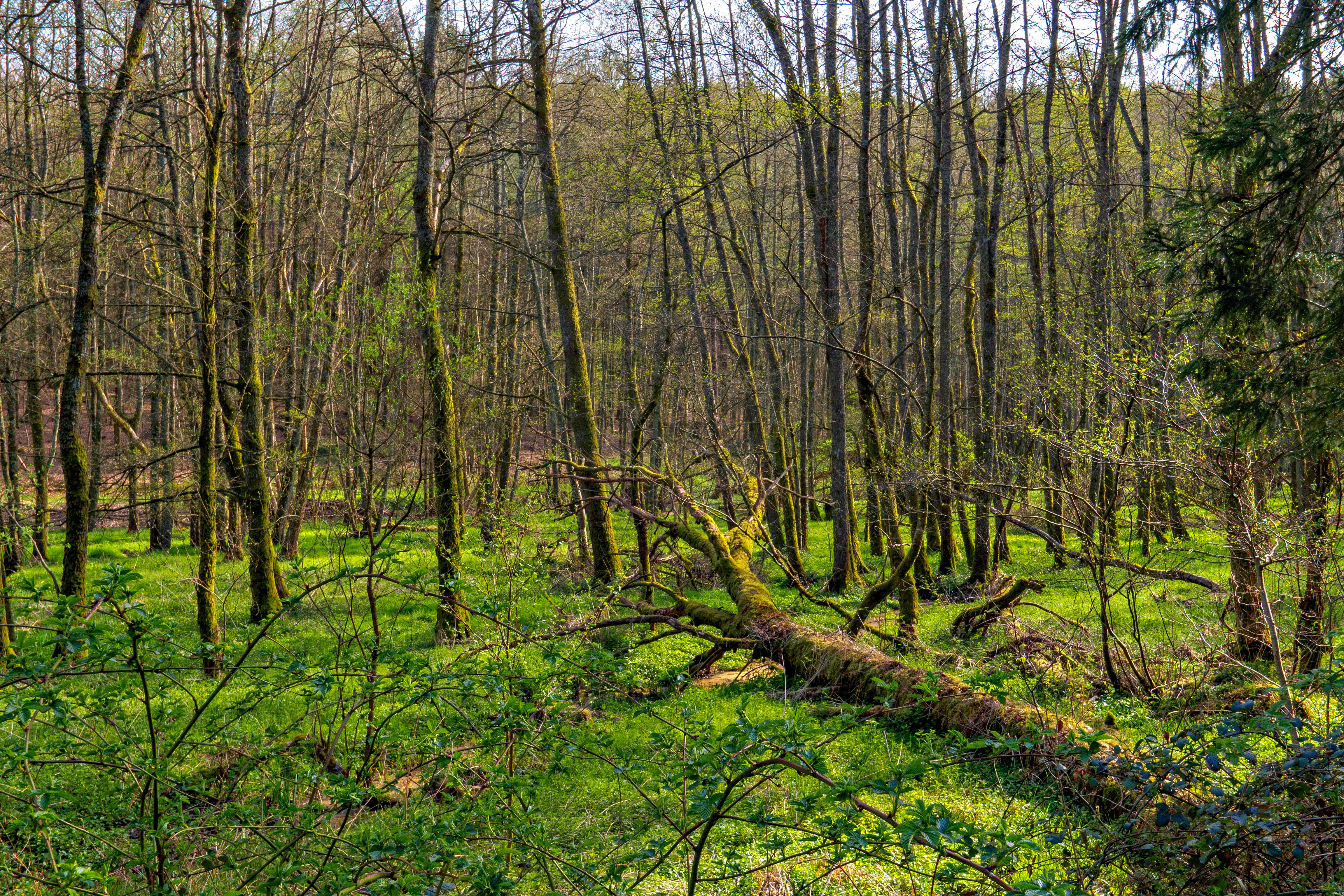
RLP, nördlich der Landesstraße
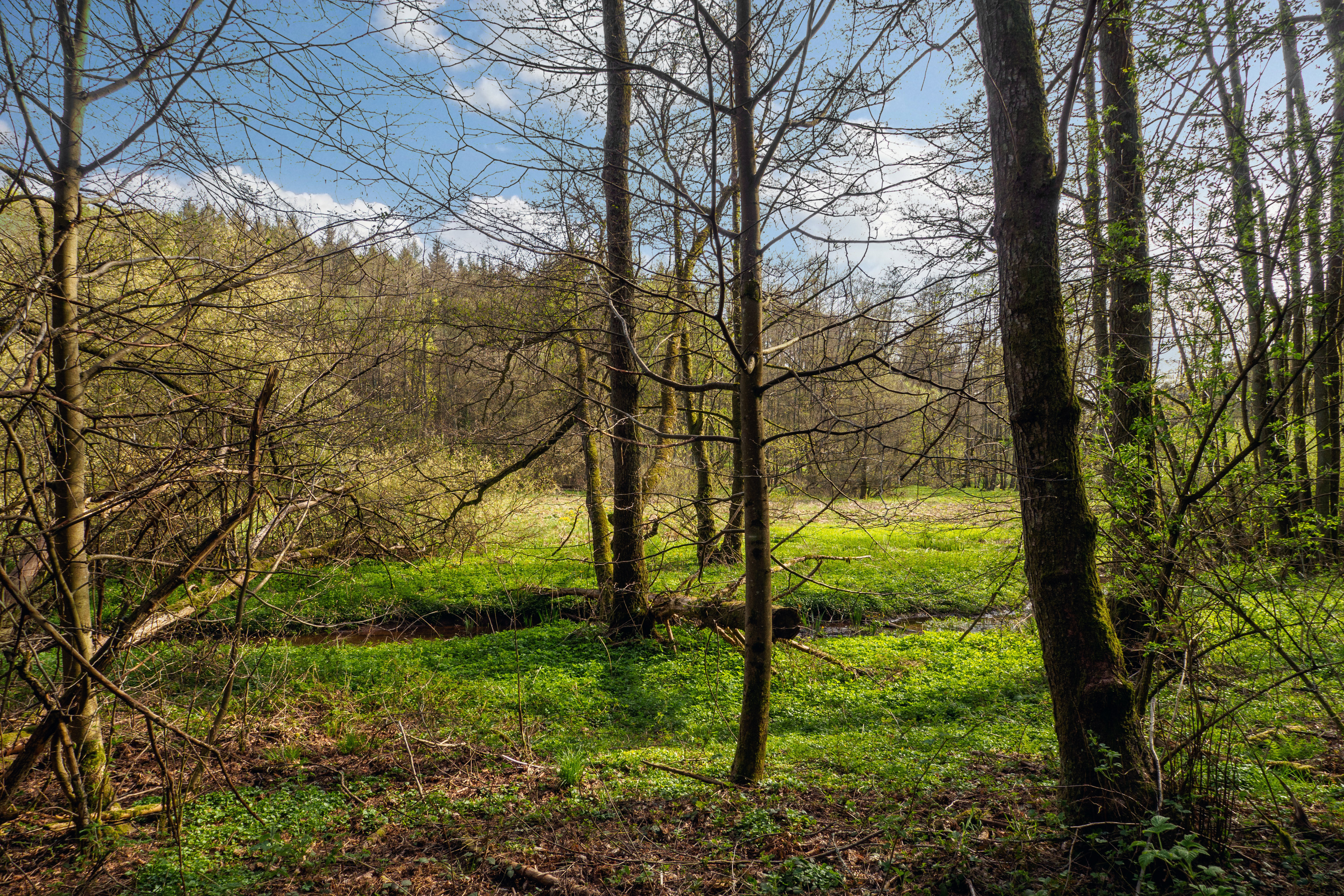
RLP, nördlich der Landesstraße
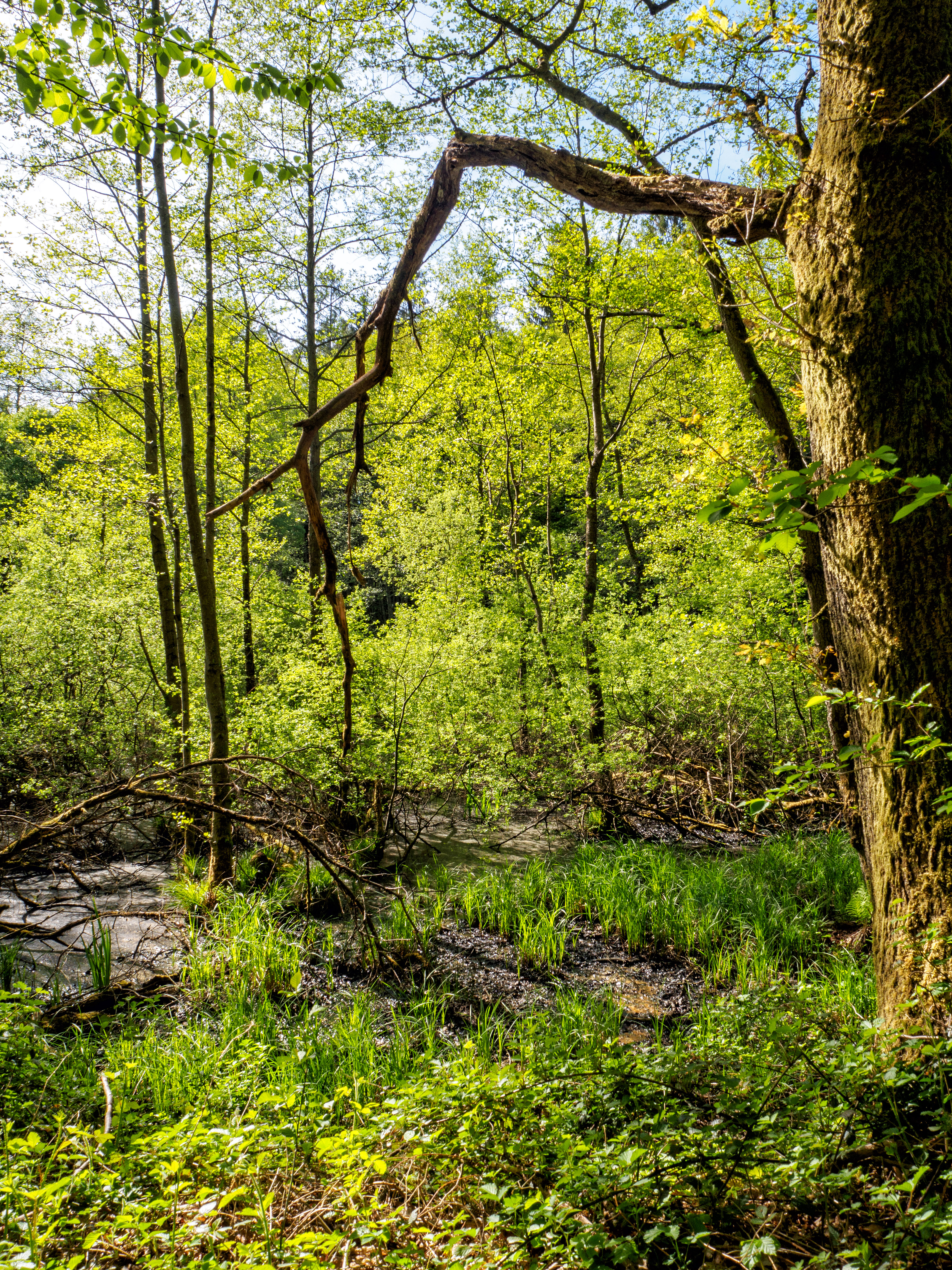
Saarland
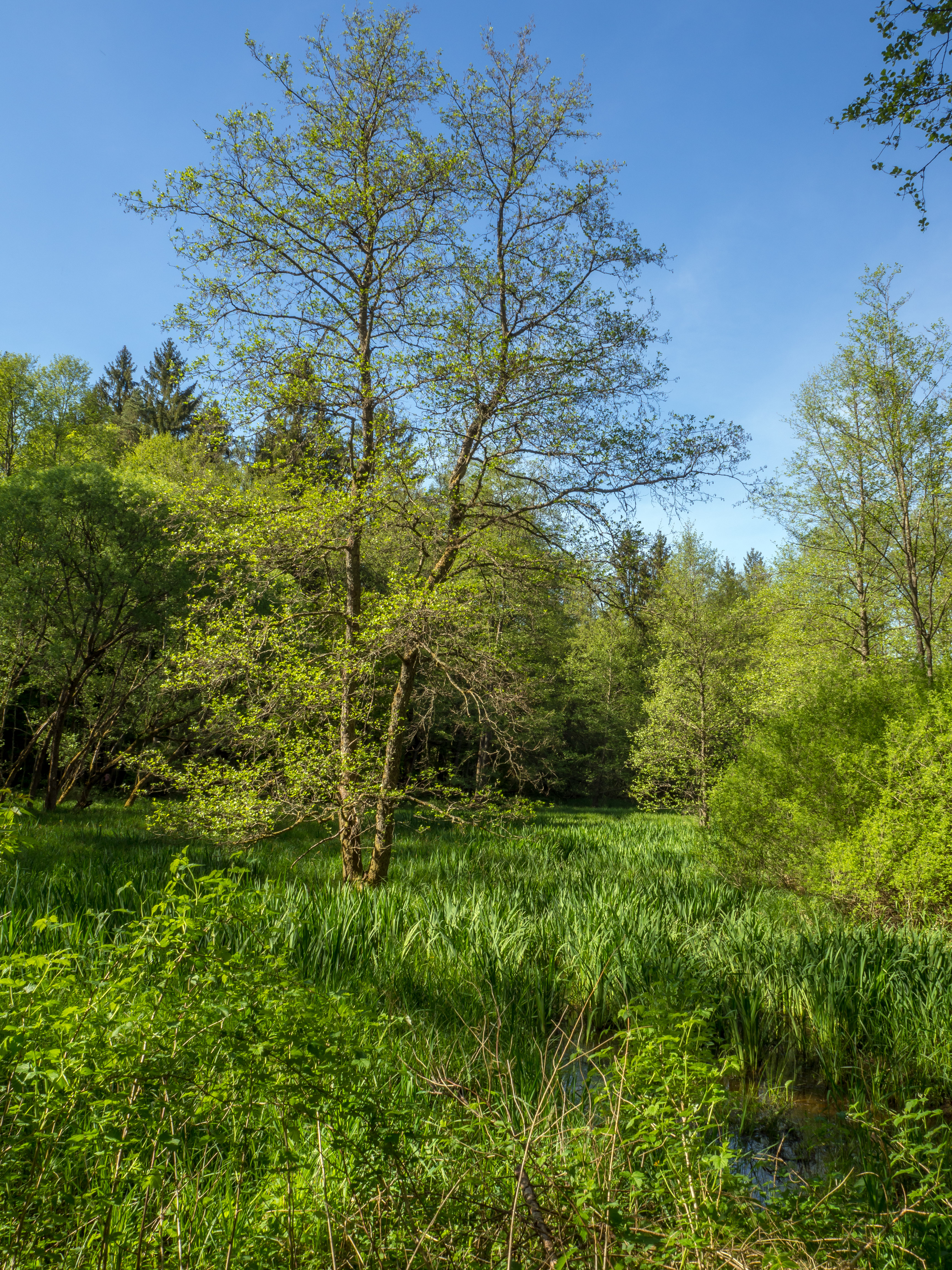
Saarland